# Eulogio A. Rodriguez senior
Eulogio „Amang“ Adona Rodriguez, Sr. (* 21. Januar 1883 in Montalban, Rizal; † 19. Dezember 1964, Pasay) war ein philippinischer Politiker.

## Biografie
Nach dem Besuch der spanischen öffentlichen Schule in Montalban studierte er am Colegio de San Juan de Letran in Manila und erwarb dort 1896 einen Bachelor of Arts (B.A.).
Seine politische Laufbahn begann er als Mitglied der Partei Democrata 1906 als Munizipalpräsident (Bürgermeister) von Montalban und übte dieses Amt zehn Jahre bis 1916 aus. Anschließend wurde er im Juni 1916 zum Gouverneur der Provinz Montalban gewählt und im Juni 1922 wiedergewählt. Am 23. Juli 1923 ernannte ihn der damalige US-amerikanische Generalgouverneur Leonard Wood zum Bürgermeister von Manila.
Danach wurde er im Februar 1924 zum Mitglied der Philippinischen Versammlung gewählt und vertrat dort zunächst bis Mai 1925 den Wahlbezirk Nueva Vizcaya. Anschließend wurde er dort Vertreter der Interessen des 2. Wahlbezirks von Rizal und als solcher sowohl 1931 als auch 1934 wiedergewählt. 1933 wechselte er im Zuge der Debatte um die Souveränität (Independence Law) zur Mehrheitspartei Nacionalista Party, der er bis zu seinem Tode angehörte.
Am 26. Juli 1934 wurde er von US-Generalgouverneur Frank Murphy zum Landwirtschafts- und Handelsminister (Secretary of Agriculture and Commerce) ernannt und nach der Schaffung des Commonwealth der Philippinen 1935 am 15. Januar 1940 von Präsident Manuel Quezon in diesem Amt bestätigt.
Nachdem er am 28. August 1941 als Minister zurückgetreten war, kandidierte er erfolgreich für einen Sitz im Senat. Später wurde sein Mandat zunächst bis November 1947 verlängert, ehe er schließlich 1946 wiedergewählt wurde.
Am 30. April 1952 wurde er erstmals zum Präsidenten des Senats gewählt und übte dieses Amt annähernd ein Jahr bis zum 17. April 1953 aus. 1954 wurde er wiederum Senatspräsident und behielt diese Funktion bis zu seinem Ausscheiden aus dem Senat 1963.
1982 wurde beschlossen, seinen Geburtsort Montalban ihm zu Ehren in Rodriguez umzubenennen.